# Fort Simpson
Pour les articles homonymes, voir Simpson.
 (mai 2018).
Fort Simpson, dans les Territoires du Nord-Ouest, est un village situé sur une île au confluent du fleuve Mackenzie et de la rivière Liard, qui servaient tous deux traditionnellement de route commerciale pour la Compagnie de la Baie d'Hudson et les tribus indigènes Dénés de cette zone.
Avec 1 200 habitants, Fort Simpson est le centre de la région Deh Cho et le point de passage vers la rivière Nahanni. Fort Simpson est joignable par voie aérienne, fluviale ou routière et dispose d'écoles élémentaire et secondaire.
Le pape Jean-Paul II a visité et a célébré la messe à Fort-Simpson en septembre 1987. Il était censé y venir en 1984, mais l'aéroport éprouvait à ce moment-là de dures conditions météorologiques.

## Démographie
| 2001  | 2006  | 2011  | 2016  |
| ----- | ----- | ----- | ----- |
| 1 163 | 1 216 | 1 238 | 1 202 |

## Climat
| Mois                                  | jan.       | fév.       | mars       | avril      | mai        | juin      | jui.      | août      | sep.       | oct.       | nov.       | déc.       | année          |
| ------------------------------------- | ---------- | ---------- | ---------- | ---------- | ---------- | --------- | --------- | --------- | ---------- | ---------- | ---------- | ---------- | -------------- |
| Température minimale moyenne (°C)     | −28,5      | −25,9      | −19,7      | −6,7       | 2,2        | 8,8       | 11,2      | 8,5       | 2,6        | −5,9       | −19,4      | −25,9      | −8,2           |
| Température moyenne (°C)              | −24,2      | −20,6      | −13        | −0,4       | 8,7        | 15,3      | 17,4      | 14,7      | 8,2        | −2         | −15,5      | −21,7      | −2,8           |
| Température maximale moyenne (°C)     | −19,8      | −15,3      | −6,4       | 5,8        | 15         | 21,8      | 23,7      | 20,9      | 13,7       | 1,8        | −11,5      | −17,5      | 2,7            |
| Record de froid (°C) date du record   | −54,4 1936 | −56,1 1947 | −46,7 1929 | −39,4 1954 | −22,8 1899 | −2,2 1965 | −1,1 1967 | −6,1 1922 | −20,6 1983 | −27,8 1935 | −46,1 1941 | −53,3 1933 | −56,1 1/2/1947 |
| Record de chaleur (°C) date du record | 13,2 1985  | 15,6 1938  | 16,1 1994  | 25,5 1977  | 32,8 1995  | 35 1955   | 36,6 1994 | 35,4 1984 | 30 1967    | 25,6 1923  | 13,3 1949  | 14,5 1999  | 36,6 25/7/1994 |
| Ensoleillement (h)                    | 55,7       | 95,1       | 180,6      | 248,6      | 293,4      | 313       | 307,1     | 263,8     | 163,9      | 77,8       | 49,4       | 30         | 2 078,3        |
| Précipitations (mm)                   | 18,9       | 17,6       | 15,4       | 17         | 29,4       | 51,3      | 61,1      | 61,4      | 32,2       | 39,4       | 24,8       | 19,1       | 387,6          |
| dont neige (cm)                       | 27,4       | 24,2       | 19         | 17,4       | 7,6        | 0,1       | 0         | 0,5       | 4,2        | 29         | 33,4       | 24,3       | 187            |
| Nombre de jours avec précipitations   | 10,9       | 10,6       | 9,4        | 5,6        | 8,8        | 11,3      | 12,1      | 11        | 10,6       | 11,8       | 12         | 10,7       | 124,7          |
| Humidité relative (%)                 | 78,8       | 77,2       | 69,3       | 52,5       | 43,6       | 44,8      | 50,5      | 53,7      | 59,2       | 76,7       | 83,2       | 81,1       | 64,2           |
| Nombre de jours avec neige            | 11,6       | 11,7       | 9,8        | 5          | 2,3        | 0         | 0         | 0,1       | 1,4        | 9,2        | 12,7       | 11,3       | 75,1           |

| Diagramme climatique                                  |                |               |           |           |             |              |             |             |             |                |                |
| J                                                     | F              | M             | A         | M         | J           | J            | A           | S           | O           | N              | D              |
| −19,8−28,518,9                                        | −15,3−25,917,6 | −6,4−19,715,4 | 5,8−6,717 | 152,229,4 | 21,88,851,3 | 23,711,261,1 | 20,98,561,4 | 13,72,632,2 | 1,8−5,939,4 | −11,5−19,424,8 | −17,5−25,919,1 |
| Moyennes : • Temp. maxi et mini °C • Précipitation mm |                |               |           |           |             |              |             |             |             |                |                |